# Albert Mangelsdorff
Albert Mangelsdorff, (Frankfurt am Main, 1928. szeptember 5. – Frankfurt am Main, 2005. július 25.) német harsonás.

## Pályafutása
Gyermekkorában hegedűlni és harsonázni is tanult, autodidaktaként pedig gitározott. Testvére, Emil Mangelsdorff dzsesszlemez gyűjteményevel is rendelkezett. Professzionális zenészi pályafutása 1947-ben az Otto Laufner Big Band ritmusgitárosaként indult el. Az amerikai hadsereg klubjaiban játszott. Néhány karton cigarettáért megvásárolta első harsonáját a feketepiacon és leckéket vett a Frankfurti Oper vezető harsonásától, Fritz Stährtől.
Játszott Joe Klimm majd Hans Koller zenekarában, és vezényelt a HR Dance Orchestrában 1955–57-ban. 1952-ben Hans Kollerrel jelent meg első lemeze. A Newport Jazz Festival International Band német képviselőjeként 1958-ban együttműködött Gerry Mulligan és Louis Armstrong zenészekkel.
1961-ben megalapította az Albert Mangelsdorff kvintettet. Az 1960-as években jócskán készített felvételeket − többek között saját kvintettjével és . Az 1972-es müncheni olimpiai játékokon szóló egyéni fellépése idején már inkább free jazzt játszott.
1972-ben felvette első szólólemezét, a „Trombirds”-et. A szólóharsonát – ami a dzsesszben eladdig ismeretlen fogalom volt – valósággá tette a hangok fizikailag és technikailag megerőltető egyidejű fújásával. Ez az újitás új dimenziókat nyitott meg harmóniák és akkordok terén.
Ekkor Chick Corea zongoristával, Lee Konitz szaxofonossal és Jaco Pastorius basszusgitárossal lépett fel. Később az Norddeutscher Rundfunkkal, az Old Friendsszel, a Globe Unity Orchestra-val és a United Jazz + Rock Ensemble-lel dolgozott.
1993-ban a Frankfurt University of Music and Performing Arts címzetes professzorává nevezték ki. 1995 és 2001 között a JazzFest Berlint vezette.
2005. július 25-én halt meg Frankfurt am Mainban.

## Albumok
- Tension (1963)
- Now Jazz Ramwong (1964)
- Animal Dance, with John Lewis, Zagreb Jazz Quartet (1964)
- Folk Mond and Flower Dream (1967)
- Zo-Ko-Ma with Attila Zoller, Lee Konitz (1968)
- Albert Mangelsdorff and His Friends (1969)
- Open Space with Karin Krog, John Surman, Francy Boland, Niels H.O. Pedersen, Daniel Humair (1969)
- Wild Goose with Colin Wilkie, Shirley Hart, Joki Freund (1969)
- Never Let It End (1970, 2018)
- Live in Tokyo (1971, 2018)
- The End with Brotzmann, Van Hove, Bennink (1971)
- Couscouss de la Mauresque with Brotzmann, Van Hove, Bennink (1971)
- Elements with Brotzmann, Van Hove, Bennink (1971)
- Spontaneous with Masahiko Sato, Peter Warren, Allen Blairman (1972)
- Trombone Workshop with Jiggs Whigham, Slide Hampton, Ake Persson (1972)
- Trombirds (1973)
- Birds of Underground (1973)
- It's Up to You with Friedrich Gulda (1974)
- The Wide Point with Elvin Jones, Palle Danielson (1975)
- Outspan No. 1 with Brotzmann, Van Hove, Bennink (1975)
- Solo Now with Pierre Favre, Joachim Kuhn, Gunter Hampel (1976)
- Trilogue Live at the Berlin Jazz Days with Alphonse Mouzon, Jaco Pastorius (1977)
- Tromboneliness (1977)
- A Matter Of Taste with Mumps (John Surman, Barre Phillips, Stu Martin; 1977)
- Solo with John Tchicai (1977)
- Triplicity with Arild Andersen, Pierre Favre (1979, 2005)
- A Jazz Tune I Hope (1979)
- Horns with Gerd Dudek, Paul Rutherford, Manfred Schoof, Kenny Wheeler (1979)
- Trombone Summit with Winding, Watrous, Whigham (1981)
- Live in Montreux! with J.F. Jenny-Clark, Ronald Shannon Jackson (1981)
- Solo (1982)
- Two Is Company with Wolfgang Dauner (1983)
- Triple Entente (1983)
- Reflections with Manfred Schoof, Wolfgang Dauner, Eberhard Weber (1984)
- Pica Pica with Brotzmann, Sommer (1984)
- Ochsenzoll with Michael Naura, Wolfgang Schlueter, Herbert Joos (1985)
- Hot Hut (1986)
- Moon at Noon with Wolfgang Dauner (1987)
- Art of the Duo with Lee Konitz (1988)
- Listen and Lay Back (1988)
- Rooty Toot (1990)
- Purity (1990)
- Dodging Bullets with John Lindberg, Eric Watson (1992)
- Room 1220 with John Surman (1993)
- Live: The Very Human Factor (1993)
- Lanaya (1994)
- The Wake Keeping with Chico Freeman (1996)
- Live at Montreux with Reto Weber (1999)
- Shake Shuttle & Blow with Bruno Spoerri, Christy Doran, Reto Weber (1999)
- Looking Outside (2001)
- Music for Jazz Orchestra with Norddeutscher Rundfunk Big Band (2003)

## Díjak
- Németország Rendjének nagykeresztje
- 1998: Hesseni Érdemrend
- Paul Acket Award (Bird Award)
- 1991: Frankfurt am Main Goethe-plakettje
- 1986: Frankfurter Musikpreis
- Művészetek és Irodalom Érdemrendjének lovagja